# Halocmelalu
Der Halocmelalu ist ein Berg in Osttimor im Suco Mauchiga (Verwaltungsamt Ainaro, Gemeinde Ainaro) mit einer Höhe von 2115 m. Er bildet in der Aldeia Leotelo I das westliche Ende des Hauptkamms der Cablac-Berge, die sich dann südwestlich mit dem Surolan (1228 m) fortsetzen. Nordöstlich steigt der Kamm zum Gipfel des Hatocabir (2344 m) an.